# اوترتیل (مینه‌سوتا)
اوترتیل، مینه‌سوتا (به انگلیسی: Ottertail, Minnesota) یک شهر در ایالات متحده آمریکا است که در شهرستان اوتر تیل، مینه‌سوتا واقع شده‌است.

## خصوصیات
اوترتیل ۱۳٫۲۱ کیلومترمربع مساحت و ۵۷۲ نفر جمعیت دارد و ۴۱۲ متر بالاتر از سطح دریا واقع شده‌است.